# 벤타인역
벤타인역(베트남어: Ga Bến Thành / Ga 𤅶城)은 베트남 호찌민시 1군에 위치한 지하철 역이다.

## 노선
- 호찌민 지하철
  - 1호선
  - 2호선

## 역 주변
- 벤타인 시장

## 같이 보기
- 수오이티엔 버스터미널역
- 시립극장역